# Тексома (језеро)
Тексома (енгл. Lake Texoma) је вештачко језеро у Сједињеним Америчким Државама. Налази се на територији америчких савезних држава Оклахома и Тексас. Површина језера износи 360 km².